# ملنگ نجرابی
ملنگ نجرابی از مشهورترین نوازندگان زیربغلی (گونه‌ای تنبک) در افغانستان بود.
وی در سال ۱۳۱۷ در روستای روزاخیل دره کلان شهرستان (ولسوالی) نجراب در استان کاپیسا زاده شد و از آغاز جوانی به موسیقی روی آورد، در سال ۱۳۳۸ به رادیو افغانستان راه یافت و در ارکستر محلی به عنوان زیربغلی نواز به کار آغاز کرد.
ملنگ نجرابی در سال ۱۳۶۳ لقب کارمند شایسته فرهنگ افغانستان را بدست آورد. ملنگ نجرابی ابتکار تأسیس اولین گروه ضرب نوازان را که در آن پانزده نفر زیربغلی می‌نواختند بدوش گرفت. شهرت ملنگ از کشور فراتر رفته بود. او در سال ۱۹۸۱ در کنگرهِ موسیقی برلین برندهِ نشان زرین شد و در سال ۱۹۸۵ لقب نوازنده زرین‌پنجه را در جشنواره موسیقی محلی در کره بدست آورد که از آن پس درهمه جا به این لقب شناخته می‌شد .
ملنگ پس از کنسرت اخیر در پاریس با بد مزاجی روبرو گردید و مرگ او ناشی از یک سرطان پیشرفته که تا همان هنگام تشخیص نشده بود، فرا رسید.

## منبع
- ماهنامه فرهنگی نی، مسئول: دکتر محمد هاشم فقیری، فنلاند ۲۰۰۳